# Valle de Sedano
Valle de Sedano és un municipi de la província de Burgos a la comunitat autònoma de Castella i Lleó. Forma part de la comarca de Páramos.

## Demografia
| 1991 |  | 1996 |  | 2001 |  | 2004 |  | 2006 |
| ---- |  | ---- |  | ---- |  | ---- |  | ---- |
| 510  |  | 530  |  | 536  |  | 541  |  | 506  |

## Divisió administrativa
Inclou les entitats locals menors de:
| - Cubillo del Butrón (ELM) - Escalada (ELM) - Gredilla de Sedano (ELM) | - Moradillo de Sedano (ELM) - Nidáguila (ELM) - Orbaneja del Castillo (ELM) | - Pesquera de Ebro (ELM) - Quintanaloma (ELM) - Quintanilla Escalada (ELM) | - Terradillos de Sedano (ELM) - Valdelateja (ELM) |  |